# Водно равнище
Водно равнище или водно ниво е положението на свободната повърхност на водата в реките и езерата относно която и да е постоянна по височина хоризонтална повърхност. В качеството на такава повърхност се приема или някоя произволна по височина плоскост, явяваща се начално ниво (равнище) на отчета (условна система на отчитане), или повърхността на средното морско равнище край бреговете на континентите (абсолютна система на отчитане). Колебанията на водното равнище се причиняват преди всичко във връзка с изменението на притока на вода в реките, деформацията на речното корито и натрупването на наноси, а в затворените водоеми – в резултат от изменението на съотношението на елементите на водния баланс, ветровите явления, наличието на сейши и др. Годишните колебания на водното равнище зависят от климатичните условия и съставляват в езерата от няколко sm до 2 – 3 m, а в големите реки – 5 – 12 m. Наблюденията на водното равнище (ниво) се извършва в хидроложки станции или постове.

## Вижте още
- Морско равнище